# 久六島灯台
久六島灯台（きゅうろくしまとうだい）は、青森県深浦町の久六島に立つ白亜の灯台。深浦町から約32kmの位置。

## 歴史
- 1958年（昭和33年） - 秋田県能代市の大森建設により着工[2]
- 1959年（昭和34年）10月20日 - 初点灯
- 2004年（平成16年）7月30日 - 光達距離を8.5海里から7.5海里に変更[1]
- 2023年（令和5年） - 大森建設により建て替え[2]。

## 概要
- 位置：北緯40度32分03秒、東経139度29分52秒
- 塗色・構造：白色 塔形　コンクリート造
- 灯質：単閃白光　毎8秒に1閃光
- 実効光度：390 カンデラ
- 光達距離：7.5 海里
- 明弧：全度
- 高さ（地上～塔頂）：19 m
- 標高（平均海面～灯火）：20 m
- 初点灯：1959年10月20日
- 所在地：青森県西津軽郡深浦町久六島
- 管轄：海上保安庁第2管区青森海上保安部

## アクセス
久六島#アクセスを参照